# Grille (Schiff, 1935)
Der Aviso Grille war ein Schiff der Kriegsmarine und gleichzeitig eine Staatsyacht, die Adolf Hitler und seiner Führung für private und repräsentative Zwecke zur Verfügung stand. Der Name des Schiffes sollte die Kontinuität der preußischen Marine zur Marine des Dritten Reiches betonen, denn es gab schon 1857 ein Schiff der preußischen Marine, das den Namen Grille trug und als königliche Yacht fungierte.

## Staatsyacht – Geschenk für Adolf Hitler
Das Schiff wurde ursprünglich von der Marineführung als Flottentender C geordert. Es war ein leicht bewaffnetes Schiff, das Versuchszwecken für den Hochdruckturbinenantrieb dienen sollte. Doch dann beschloss die deutsche Industrie, das Schiff Adolf Hitler als Staatsyacht für seine Zwecke zu schenken. Der Stapellauf war am 15. Dezember 1934 bei der Bauwerft Blohm & Voss in Hamburg, die Indienststellung 1935. Das Schiff war insgesamt schlicht gestaltet. Die Innenausstattung wurde vom damaligen Stararchitekten Fritz August Breuhaus de Groot entworfen. Einige Räumlichkeiten des Schiffes wurden speziell für Adolf Hitler eingerichtet. So war der Maler Karl Ewald Olszewski beauftragt worden, die Ausstattung mehrerer Räume vorzunehmen.
Auf dem Schiff traf sich häufig die nationalsozialistische Elite. Es wurde mehrfach bei offiziellen Anlässen eingesetzt, wie bei der Flottenparade anlässlich der Feierlichkeiten zum 20. Jubiläum der Seeschlacht im Skagerrak am 30. Mai 1936, den Segelwettkämpfen bei den Olympischen Sommerspielen 1936, dem Staatsbesuch des ungarischen Reichsverwesers Admiral Miklós Horthy im Sommer 1938, dem Staatsbesuch des italienischen Königs Viktor Emanuel III. im August 1939 und dem Staatsbesuch Benito Mussolinis im Sommer 1942. Auch die deutsche Delegation unter Reichswehrminister und Generalfeldmarschall Werner von Blomberg konnte das Schiff anlässlich der Krönungsfeierlichkeiten von König George VI. und der dazu stattfindenden Flottenparade vor Spithead vom 12. bis zum 13. Mai 1937 in Großbritannien nutzen. Als Repräsentationsschiff wurde es auch für die Stapelläufe der Wilhelm Gustloff, Prinz Eugen und Horst Wessel eingesetzt.
Von August 1935 bis Dezember 1938 sind mehrere Fahrten und Übernachtungen Hitlers an Bord des Schiffes dokumentiert.

## Zweiter Weltkrieg

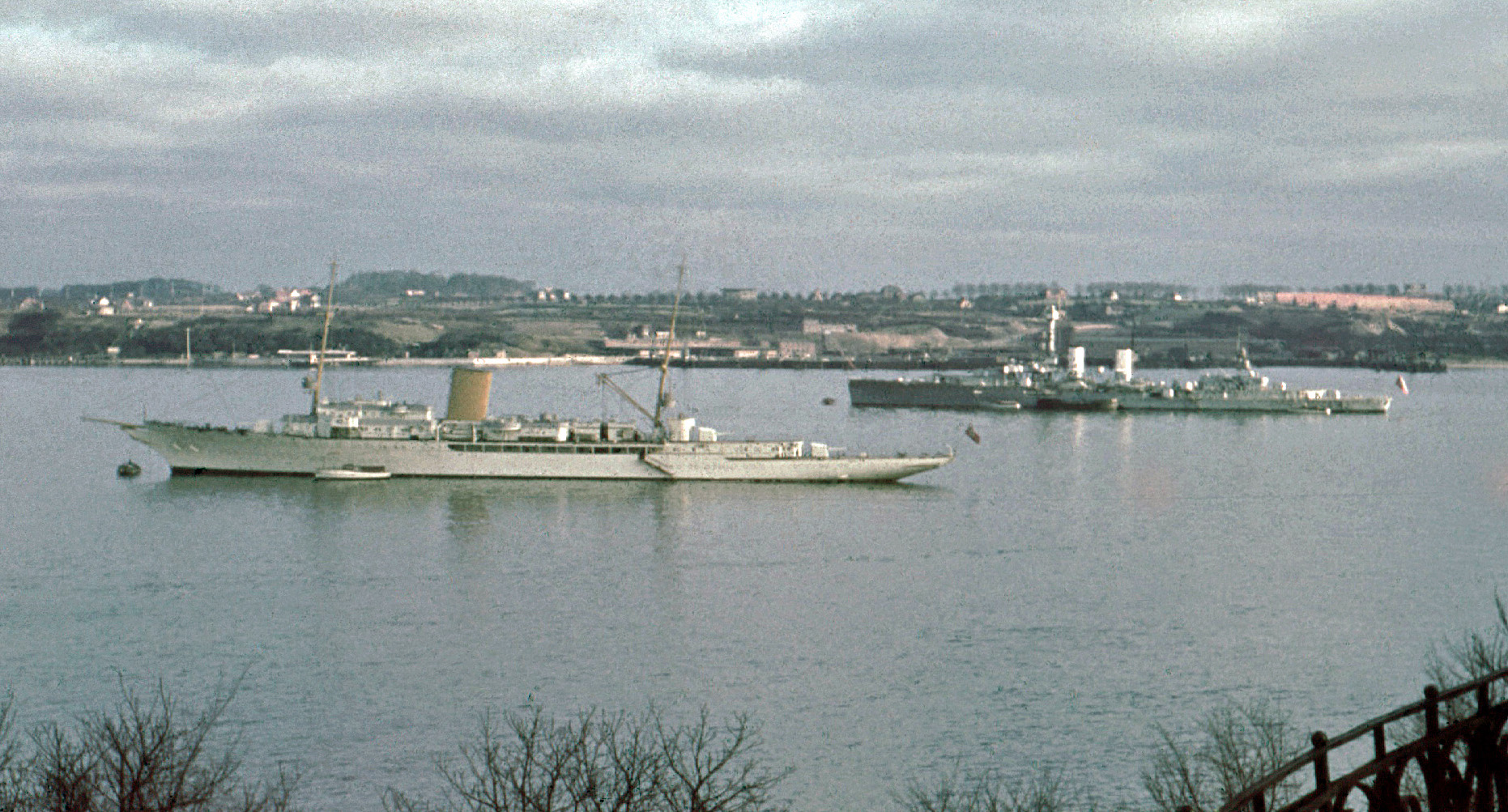
Grille und Emden 1939 in Kiel

Die Grille war mit drei 12,7-cm-Kanonen, vier 3,7-cm-Flak in zwei Doppellafetten und vier 2-cm-Flak 30 in Einzelaufstellung ausgestattet, sie konnte mit ihrer Minenlegerausrüstung 280 Seeminen transportieren und verlegen. Bei Kriegsbeginn 1939 verlegte sie Minen vor Wilhelmshaven und wurde durch einen Minenlegeeinsatz in der Themsemündung eines der ersten in britischen Gewässern eingesetzten deutschen Kriegsschiffe. In der Nacht zum 14. Januar 1940 rammte die Grille vor Kiel den kleinen dänischen Frachter Axel, der kurz darauf versank. Die Besatzung des Frachters konnte von der Grille gerettet werden und auch die Grille hatte keine personellen Ausfälle, doch musste das Schiff für mehrere Monate zur Reparatur in die Werft. Erst spät im Jahr 1942 in Marinegrau gestrichen, wurde die Grille als Stabsschiff und Hauptquartier des Oberbefehlshabers der Kriegsmarine, Großadmiral Erich Raeder, im Nordmeer verwendet und in Narvik stationiert. Ab Frühjahr 1944 führte Fregattenkapitän Reinhard Suhren von der Grille aus den Befehl über die in Narvik, Harstad, Hammerfest und Trondheim stationierten und im Nordmeer operierenden deutschen U-Boote.

### Kommandanten
Die Grille hatte folgende Kommandanten:
- Fregattenkapitän Helmuth Brinkmann (1. November 1937)
- Kapitän zur See Günther von der Forst (Mai 1938 – Juni 1940)
- Korvettenkapitän Fritz Poske (Juni 1940 – November 1940)
- Korvettenkapitän Edgar Lanz (November 1940 – März 1942)
- Kapitänleutnant/Korvettenkapitän Hermann Just (August 1942 – Mai 1944)
- Kapitänleutnant d. R. z. V. Werner Ludloff (Mai 1944 – Kriegsende)

## Nachkriegsjahre
Nach dem Kriegsende wurde das Schiff im Lofjord bei Trondheim interniert. Es wurde Kriegsbeute Großbritanniens und 1946 von einem kanadischen Reeder gekauft. Dieser gab es 1948 an den im Auftrag des ägyptischen Königs Faruq handelnden libanesischen Textilfabrikanten George Arida weiter. Der König verlor noch vor der Übernahme des Schiffes das Interesse, und Arida versuchte daraufhin, in New York Interessenten für das Schiff zu finden, das zeitweilig gegen Eintritt als Touristenattraktion besichtigt werden konnte. Im April 1951 wurde das Schiff verkauft, zu einer Werft in Bordentown (Burlington County, New Jersey) am Delaware River geschleppt und dort abgewrackt.

## Trivia
Im November 1935 wurde folgende Pressenotiz verfasst:
„Es wird ersucht, den Flottentender ‚Aviso Grille‘ nicht als Führerschiff zu bezeichnen. Tatsächlich dient ‚Aviso Grille‘ vor allen Dingen dem Admiralstab, er steht allerdings auch dem Führer bei Besichtigungsfahrten zur Verfügung, ist aber kein Luxusschiff, sondern ein kriegsmäßiger Flottentender.“